# ベトナム光復会

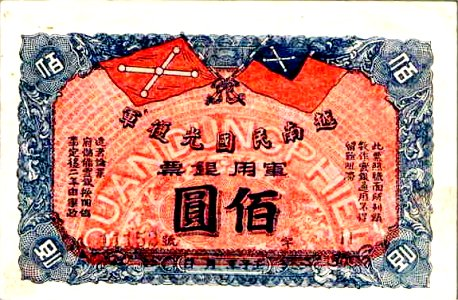
「越南民國光復軍」発行の100円軍用手票

ベトナム光復会（越南光復會、ベトナム語: Việt Nam Quang Phục Hội）は、1912年から1925年までフランス領インドシナで活動した秘密結社、革命組織である。

## 解説
ファン・ボイ・チャウらが中国・広東省で結成、クォン・デを会長に迎え、反フランス武力闘争と民主共和制樹立を掲げた。広東で光復軍を編成し中国同盟会の支援を得てベトナムに進攻することを企図した。ファンが逮捕・投獄されたことから全組織的な活動に至らなかったが、1917年のタイグエン蜂起などの行動を各地で起こした。